# Ali Saïdi-Sief
Ali Saïdi-Sief (arab. علي سعيدي سيف; ur. 15 marca 1978 w Konstantynie) – algierski lekkoatleta, średnio- i długodystansowiec, wicemistrz olimpijski z 2000.

## Osiągnięcia
Zajął 7. miejsce w biegu na 1500 metrów na mistrzostwach świata juniorów w 1996 w Sydney. Odpadł w eliminacjach tej konkurencji na mistrzostwach świata w 1997 w Atenach. Zdobył brązowy medal na tym dystansie na mistrzostwach Afryki w 1998 w Dakarze. Na halowych mistrzostwach świata w 1999 w Maebashi zajął 9. miejsce w biegu na 3000 metrów. Odpadł  w półfinale biegu na 1500 metrów na mistrzostwach świata w 1999 w Sewilli.
Zwyciężył w biegu na 5000 metrów na mistrzostwach Afryki w 2000 w Algierze.
Na igrzyskach olimpijskich w 2000 w Sydney zdobył w tej konkurencji srebrny medal, przegrywając jedynie z Millionem Wolde z Etiopii, a przed Ibrahimem Lahlafim z Maroka. Zajął 2. miejsce w biegu na 3000 metrów w finale Grand Prix IAAF w 2000 w Doha.
Ali Saïdi-Sief zajął 2. miejsce w biegu na 5000 metrów na mistrzostwach świata w 2001 w Edmonton, lecz następnie został zdyskwalifikowany i pozbawiony medalu, ponieważ w jego organizmie wykryto niedozwolona substancję – nandrolon. Późniejsze badania wykryły, że środek ten mógł być zażyty nieświadomie przez biegacza.
Po upływie dwuletniej dyskwalifikacji Saïdi-Sief powrócił na bieżnię w 2003. Na igrzyskach olimpijskich w 2004 w Atenach zajął 10. miejsce w finale biegu na 5000 metrów. Zwyciężył na tym dystansie na igrzyskach śródziemnomorskich w 2005 w Almeríi. Na mistrzostwach świata w 2005 w Helsinkach zajął w tej konkurencji 5. miejsce. Odpadł w eliminacjach biegu na 5000 metrów na igrzyskach olimpijskich w 2008 w Pekinie.

## Rekordy życiowe
- bieg na 1500 metrów (stadion) – 3:29,51 (4 lipca 2001, Lozanna)
- bieg na milę (stadion) – 3:48,23 (13 lipca 2001, Oslo)
- bieg na 2000 metrów (stadion) – 4:46,88 (19 czerwca 2001, Strasburg)
- bieg na 3000 metrów (stadion) – 7:25,02 (18 sierpnia 2000, Monako, 5. wynik w historii lekkoatletyki (stan na wrzesień 2023)[12])
- bieg na 5000 metrów (stadion) – 12:50,86 (30 czerwca 2000, Rzym)
- bieg na 1500 metrów (hala) – 3:36,02 (15 lutego 2004, Karlsruhe)
- bieg na 2000 metrów (hala) – 4:59,98 (5 lutego 1999, Budapeszt)
- bieg na 3000 metrów (hala) – 7:36,25 (6 lutego 2000, Stuttgart)
- bieg na 5000 metrów (hala) – 13:38,50 (26 lutego 2009, Praga)[13]